# 6561 Gruppetta
6561 Gruppetta è un asteroide della fascia principale. Scoperto nel 1991, presenta un'orbita caratterizzata da un semiasse maggiore pari a 2,5906499 UA e da un'eccentricità di 0,1846673, inclinata di 13,65238° rispetto all'eclittica.
L'asteroide è dedicato a John M. Gruppetta, amico dello scopritore.